# Courtney Shealy
Courtney Amanda Shealy, nach Heirat Courtney Amanda Hart (* 12. Dezember 1977 in Columbia, South Carolina), ist eine ehemalige Schwimmerin aus den Vereinigten Staaten. Sie gewann bei Olympischen Spielen zwei Goldmedaillen, bei Weltmeisterschaften zwei Silbermedaillen auf der Langbahn und eine Bronzemedaille auf der Kurzbahn sowie bei Panamerikanischen Spielen je zwei Gold- und Silbermedaillen.

## Karriere
Courtney Shealy besuchte die Irmo High School in South Carolina und danach die University of Georgia. Sie gewann mehrere Meistertitel der National Collegiate Athletic Association. Neben ihrer Schwimmkarriere war sie auch im Beachvolleyball aktiv.
Im Alter von 17 Jahren nahm Shealy an den Kurzbahnweltmeisterschaften 1995 in Rio de Janeiro teil und erreichte mit drei Staffeln das Finale. Die 4-mal-200-Meter-Freistilstaffel belegte den sechsten Platz und die 4-mal-100-Meter-Freistilstaffel wurde Siebte. Die 4-mal-100-Meter-Lagenstaffel mit Barbara Bedford, Kelli King-Bednar, Misty Hyman und Courtney Shealy gewann die Bronzemedaille hinter den Australierinnen und den Kanadierinnen. Vier Jahre später bei den Panamerikanischen Spielen 1999 in Winnipeg gewann Shealy eine Silbermedaille mit der 4-mal-100-Meter-Freistilstaffel.
Im Jahr darauf bei den olympischen Schwimmwettbewerben 2000 in Sydney erreichten Ashley Tappin, Erin Phenix, Courtney Sheely und Amy Van Dyken das Finale der 4-mal-100-Meter-Freistilstaffel mit der schnellsten Vorlaufzeit. Im Endlauf waren Amy Van Dyken, Dara Torres, Courtney Sheely und Jenny Thompson mehr als vier Sekunden schneller und gewannen die Goldmedaille mit drei Sekunden Vorsprung vor den Niederländerinnen. Die 3:36,61 Minuten bedeuteten neuen Weltrekord und waren nach sechs Jahren 1,3 Sekunden schneller als die alte Bestmarke der Chinesinnen. Auch die nur im Staffelvorlauf eingesetzten Schwimmerinnen erhielten eine Medaille. Am Tag nach der Freistilstaffel verfehlte Courtney Shealy als 18. der Vorläufe über 100 Meter Rücken das Halbfinale um 0,14 Sekunden. Die 4-mal-100-Meter-Lagenstaffel mit Courtney Shealy, Staciana Stitts, Ashley Tappin und Amy Van Dyken qualifizierte sich mit der viertbesten Vorlaufzeit für den Endlauf. Im Finale schwammen Barbara Bedford, Megan Quann, Jenny Thompson und Dara Torres fast acht Sekunden schneller als die Vorlaufstaffel und verbesserten den Weltrekord um drei Sekunden auf 3:58,30 Minuten.
2001 fanden die Weltmeisterschaften in Fukuoka statt. Die 4-mal-100-Meter-Freistilstaffel mit Colleen Lanne, Erin Phenix, Maritza Correia und Courtney Shealy gewann die Silbermedaille hinter der deutschen Staffel. Die 4-mal-100-Meter-Lagenstaffel wurde Zweite hinter den Australierinnen, Shealy erhielt hier für ihren Vorlaufeinsatz eine weitere Silbermedaille. 2002 nahm Shealy an den Pan Pacific Swimming Championships in Yokohama teil, erreichte aber keine vordere Platzierung. 2003 bei den Panamerikanischen Spielen in Santo Domingo gewann Sheely den Titel über 100 Meter Freistil und wurde über 100 Meter Rücken Zweite hinter ihrer Landsfrau Diana MacManus. Mit der 4-mal-100-Meter-Freistilstaffel erschwamm sie eine zweite Goldmedaille.